# Louis-Claude Daquin
Louis-Claude Daquin (Paris, 4 de julho de 1694 – Paris, 15 de junho de 1772)  foi um compositor francês de ascendência judaica, escrevendo estilo barroco. Ele era um organista e cravista virtuoso.

## Vida
Louis-Claude Daquin nasceu em Paris em uma família originária da Itália, onde seu trisavô adotou o nome de D'Aquino após se converter ao catolicismo na cidade de Aquino. Os pais de Louis-Claude eram Claude Daquin, um pintor, e Anne Tiersant, uma sobrinha-neta de Rabelais. Um dos tios-avós de Louis-Claude era professor de hebraico no Collège de France e outro era o principal médico do rei Luís XIV.
Daquin era uma criança prodígio musical. Ele se apresentou para a corte de Luís XIV aos seis anos de idade. Ele foi por um tempo aluno de Louis Marchand. Aos 12 anos tornou-se organista da Sainte-Chapelle e, no ano seguinte, assumiu cargo semelhante na Igreja de Petit Saint Antoine. Em 1722 ele se casou com Denise-Thérèse Quirot.
Louis-Claude Daquin nunca faltou ao trabalho como organista. Em 1727 foi nomeado organista da Igreja de São Paulo em Paris, à frente de Jean-Philippe Rameau, que também era candidato. Cinco anos depois, Daquin sucedeu seu professor Marchand como organista na Igreja dos Cordeliers. Em 1739 ele se tornou organista do rei Luís XV na Chapelle Royale. Em 1755 ele foi nomeado organista titular na Catedral de Notre-Dame, sucedendo Guillaume-Antoine Calvière.
Com a reputação de um artista deslumbrante no teclado, Daquin foi cortejado pela aristocracia, e sua grande perícia no órgão atraiu grandes multidões para ouvi-lo. Ele era conhecido por sua "precisão e uniformidade inabaláveis" tanto no cravo quanto no órgão.

## Composições
Aos oito anos regeu a sua própria obra coral Beatus Vir.
A música sobrevivente de Daquin inclui quatro suítes para cravo, o c.1757 Nouveau livre de noëls para órgão e cravo (cenários de canções de Natal, que incluem algumas de suas improvisações de cravo), uma cantata, um ar à boire e manuscritos de duas missas, um Te Deum, a Miserere, e Leçons de Ténèbres. Entre as suas obras mais famosas estão o suíço Noël (Noël Suisse, nº XII de seu Nouveau livre) e O Cuco (Le coucou , de sua suíte para cravo de 1735, Pièces de clavecin, Suíte Troisième).
Entre as inovações técnicas, suas cadências Trois para cravo contém um trilo trinado.

### The Noëls
Para os doze Noëls publicados de Daquin, o organista francês Jean-Claude Duval forneceu os seguintes textos antigos:
- I. Noel, sur les jeux d'Anches sans tremblant: «À la venuë de Noël»
- II Noel, en dialog, Duo, Trio, sur le cornet de récit, les tierces du positif et la pédalle de Flûte: «Or nous dites Marie»
- III Noel en Musette, en Dialogue, et en Duo: «Une bergère jolie»
- IV Noel en Duo, sur les jeux d'Anches, sans tremblant: «Noël, cette journée»
- V Noel en Duo: «Je me suis levé» ou «Ô jour glorieux»
- VI Noel, sur les jeux d'Anches, sans tremblant, et en Duo: «Qu'Adam fut un pauvre homme»
- VII Noel, en Trio et en Dialogue, le cornet de récit de la main droitte, la Tierce du Positif de la main gauche: «Chrétiens qui suivez l'Église»
- VIII Noel Étranger, sur les jeux d'anches sans tremblant et en Duo: «?» (carol estrangeiro, talvez italiano)
- IX Noel, sur les Flûtes: «Noël pour l'amour de Marie» e «Chantons, je vous prie»
- X Noel, Grand jeu et Duo: «Quand Dieu naquit à Noël» ou «Bon Joseph, écoutez-moi»
- XI Noel, en Récit en Taille, sur la Tierce du Positif, avec la Pédalle de Flûte, et en Duo: «Une jeune Pucelle»
- XII Noel Suisse, Grand jeu, et Duo: «Il est un p'tit l'ange» ou «Ô Dieu de clémence»

## Discografia
- Louis Claude Daquin, l’œuvre intégrale pour orgue / Louis Claude Daquin, Complete organ works. Marina Tchebourkina, Great Organ of the Royal Chapel of the Palace of Versailles. - Natives Éditions, 2004 (EAN 13: 3760075340049)